# No Sweat (musikalbum av Blood, Sweat & Tears)
No Sweat är ett musikalbum av Blood, Sweat & Tears som lanserades 1973 på Columbia Records. Skivan sålde inte särskilt bra i USA och gruppens storhetstid var nu över där. I Sverige låg den dock 9 veckor på Kvällstoppen. Ytterligare en originalmedlem, gitarristen Steve Katz hade nu lämnat gruppen sedan förra albumet New Blood. De två kvarvarande originalmedlemmarna var nu Jim Fielder (bas) och Bobby Colomby (trummor).
Musiken drar starkt åt jazzfusion-hållet och innehåller mycket bleckblås. Jojje Wadenius har samkomponerat två av albumets låtar, annars består skivan mestadels av kompositioner av för gruppen utomstående personer.

## Låtlista
(kompositör inom parentes)
1. "Roller Coaster" (Mark James) – 3:23
2. "Save Our Ship" (Jojje Wadenius, Cynthia Weil) – 3:43
3. "Django (An Excerpt)" (John Lewis) – 2:08
4. "Rosemary" (Randy Newman) – 3:13
5. "Song for John" (Lou Marini) – 2:53
6. "Almost Sorry" (Jeff Kent, Doug Lubahn) – 6:26
7. "Back Up Against the Wall" (Buddy Buie, James Cobb) – 3:21
8. "Hip Pickles" (Marini) – 1:31
9. "My Old Lady" (Wadenius, Weil) – 3:15
10. "Empty Pages" (Jim Capaldi, Steve Winwood) – 3:15
11. "Mary Miles" (Michael Rabon) – 2:26
12. "Inner Crisis" (Larry Willis) – 5:40

## Listplaceringar
- Billboard 200, USA: #72[1]
- Kvällstoppen, Sverige: #6[2]